# الرسالية
الرسالية صفة تطلق على العمل الإسلامي. الوصف مشتق من الرسالة الواردة مثلا في القرآن في الآية 39 من سورة الآحزاب.